# Бял-Бряг
Бял-Бряг (болг. Бял бряг) — село в Болгарии. Находится в Шуменской области, входит в общину Смядово. Население составляет 270 человек.

## Политическая ситуация
В местном кметстве Бял-Бряг, в состав которого входит Бял-Бряг, должность кмета (старосты) исполняет Стела Василева Стоянова (Дом экспертов (КЕ)) по результатам выборов.
Кмет (мэр) общины Смядово — Севи Атанасов Севев (Болгарская социалистическая партия (БСП)) по результатам выборов.